# Березові
Березові (Betulaceae) — родина однодомних рослин, що включає близько 150 видів дерев, рідше кущів, розбитих на 6 родів (згідно із системою класифікації APG II). Найпоширенішими родами цих рослин є береза і вільха. Березові поділяються на дві підродини: березові (Betuloideae), до якої входять роди береза (Betula) та вільха (Alnus), і ліщинові (Coryloideae), що включає роди ліщина (Corylus), граб (Carpinus), хмелеграб (Ostrya) і остріопсис (Ostryopsis).

## Поширення
Березові — типові бореальні рослини, поширені у всіх помірних областях північної півкулі. Лише окремі види роду вільха заходять до Південної Америки (до Чилі та Аргентини), а в Азії доходять до Бенгалії і Північного В'єтнаму. Проте в південних областях вони ростуть тільки в горах. Окремі види берези і вільхи на півночі доходять до лісотундри і тундри і в горах піднімаються до субальпійського пояса. У цих суворих умовах вони набувають карликові форми.

## Опис
Листя чергове, з перистонервним жилкуванням, з більш-менш довгими черешками або майже сидяче, частіше з пилчастим або зубчастим краєм, іноді лопатеве або розсічене. Листя, прилистки, черешки, бруньки та молоді пагони бувають голими, покритими восковим нальотом або запушеними більш-менш інтенсивно аж до повстяного запушення. Молоді гілки березових покриті корком. Чоловічі суцвіття довгі, циліндричні, сережкоподібні, складні, тому що в пазусі кожної покривної лусочки розміщується група з 2-3 квіток. Жіночі суцвіття коротші і теж складні. Квітки дрібні з простою оцвітиною. Тичинок 1-12. Зав'язь верхня, з 2 приймочками. Формула квітки: {\displaystyle \ast P_{4-8}\;A_{1-12}\;G_{0}}; {\displaystyle \ast P_{6}\;A_{0}\;G_{({\underline {3}})}} Плоди — горіх, горішок або крилатка. Плоди дозрівають до кінця літа або восени, у вільхи до весни і розносяться вітром восени і взимку (по насту), а навесні і талими водами. За винятком ліщини всі березові є анемохорами. Коренева система досить потужна, у багатьох видів поверхнева. Характерна наявність мікоризи.

## Значення
У представників березових знайдено багато фенольних сполук різних груп, а також терпеноїди, такі як лупеолом і бетулін. Останній, безсумнівно, має протипухлинну активність і потребує подальшого вивчення. Більшість березових дає якісну деревину, що використовується в столярно-меблевому виробництві, для різної переробки і як паливо. Бруньки і листя беріз використовують у медицині як бактерицидний і жовчогінний засіб, а берест — для різних кустарних виробів. Популярні багато березових в озелененні міст і садово-парковому господарстві. Супліддя вільхи використовуються в медицині, як в'яжучий засіб.